# Мегді Бен-Діфалла
Мегді Бен-Діфалла (араб. مهدي بن ضيف الله / фр. Mehdi Ben Dhifallah, нар. 6 травня 1983, Келібія) — туніський футболіст, нападник клубу «Аммам» (Сус). Виступав, зокрема, за клуби «Зарзіс», «Етюаль дю Сахель» та «Відзев», а також національну збірну Тунісу.

## Клубна кар'єра
Вихованець клубу «Есперанс Зарзіс». У футболці цього клубу 2004 року дбютував у туніській Лізі 1. Найбільшого успіху у футболці клубу досяг 2005 року, коли став володарем кубку Тунісу. У складі «Зарзіса» був одним з головних бомбардирів команди, маючи середню результативність на рівні 0,45 голу за гру першості.
Влітку 2007 року перейшов до складу діючого чемпіона країни та переможця Ліги чемпіонів КАФ «Етюаль дю Сахель», де разом з Аміном Шерміті утворив атакувальний тандем. Дебютним голом у новій команді відзначився в другому турі чемпіонату Тунісу 2007/08 проти «Джендуба Спорт». Того ж року виступав на Клубному чемпіонаті світу. Відіграв за суську команду наступні три сезони своєї ігрової кар'єри. Більшість часу, проведеного у складі «Етюаль дю Сахель», був основним гравцем атакувальної ланки команди. В новому клубі був серед найкращих голеодорів, відзначаючись забитим голом в середньому щонайменше у кожній третій грі чемпіонату. Під час виступів за «Етюаль дю Сахель» за Мегді активно спостерігали «Осер», «Нант», «Вердер» (Бремен) та турецький «Трабзонспор».
У лютому 2010 році перейшов в оренду до завершення сезону до лівійського «Аль-Насра» (Бенгазі). У червні 2010 року підписав 6-місячний контракт з суданським «Аль-Меррейхом» (Омдурман). У складі команди відзначився двома голами. став срібним призером національного чемпіонату та володарем кубку Судану. По завершенні терміну дії контракту залишив команду.
Після цього повернувся на батьківщину, де відправився на перегляд до «Есперансу», за результатами якого підписав з клубом контракт, однак через деякий час залишив команду. Зрештою, у липні 2012 року опинився в «Стад Тунізьєн». У складі клубу зіграв 7 матчів у Лізі 1, в яких не відзначився жодним голом.
24 лютого 2012 року уклав контракт з клубом «Відзев», у складі якого відзначися голом вже в своєму дебютному поєдинку. У складі «Відзева» виступав рік, також здебільшого виходив на поле в основному складі команди.
Протягом 2013—2017 років захищав кольори клубів «Аль-Насра» (Бенгазі), «Балі Юнайтед», «Хаммам-Ліф» та «Шабаб Аль-Ордон».
До складу клубу «Аммам» (Сус) приєднався 2017 року.

## Виступи за збірну
7 січня 2008 року дебютував у футболці національної збірної Тунісу в програному (1:2) товариському матчі проти Замбії.
У складі збірної був учасником Кубка африканських націй 2008 року у Гані.

## Досягнення
- Кубок Тунісу
  -  Володар (1): 2004

- Ліга чемпіонів КАФ
  -  Чемпіон (1): 2007

- Суперкубок КАФ
  -  Володар (1): 2008

- Кубок Лівії
  -  Володар (1): 2010

- Кубок Судану
  -  Володар (1): 2011